# Sebastian Korda
Sebastian Korda (* 5. Juli 2000 in Bradenton, Florida) ist ein US-amerikanischer Tennisspieler.

## Persönliches
Sebastian Korda ist der Sohn des tschechischen ehemaligen Australian-Open-Siegers Petr Korda. Auch seine Mutter Regina Rajchrtová spielte Tennis unter tschechischer Flagge. Seine beiden Schwestern Jessica (* 1993) und Nelly (* 1998) sind ebenfalls erfolgreiche Sportlerinnen und spielen professionell Golf. Die Familie wohnt in Bradenton im Bundesstaat Florida und hat die US-amerikanische Staatsangehörigkeit.

## Karriere
Sebastian Korda begann mit 10 Jahren Tennis zu spielen. 2015 spielte er erstmals Turniere auf der ITF Junior Tour. Dort spielte er ab 2017 regelmäßig mit guten Ergebnissen. Bei den Australian Open konnte er Anfang 2018 seinen ersten großen Titel im Einzel gewinnen. Im Finale setzte er sich gegen den Taiwaner Tseng Chun-hsin durch. In der Junioren-Weltrangliste stand er nach seinem Triumph Ende Januar erstmals auf Platz 1.
Bei den Profis spielte Korda 2016 zunächst eine Handvoll Turniere auf der ITF Future Tour, ehe er 2017 erstmals durch eine Wildcard im Hauptfeld eines Challengers in Sarasota stand, wo er zum Auftakt verlor. Im Oktober 2017 stand er das erste Mal im Finale eines Futures.
Nach seinem Erfolg beim Junior-Grand-Slam in Australien spielte der US-Amerikaner 2018 in New York dank einer Wildcard sein erstes Turnier der ATP World Tour. Dort unterlag er Frances Tiafoe in drei Sätzen. Auch beim Challenger in Indian Wells und der Qualifikation des Masters in derselben Stadt bekam Korda jeweils Wildcards und verlor sein Auftaktmatch.
2021 erreichte er bei den Next Gen ATP Finals das Finale, in welchem er Carlos Alcaraz unterlag.
Sein Erfolg beim ATP-Turnier von Washington 2024 war zugleich ein historischer Sieg in der Geschichte der ATP Tour, denn es war das erste Mal, dass ein Sohn das gleiche Turnier wie sein Vater gewinnen konnte. Sein Vater gewann das Turnier 1992.

## Erfolge
| Legende (Anzahl der Siege) |
| Grand Slam                 |
| ATP Tour Finals            |
| ATP Tour Masters 1000 (1)  |
| ATP Tour 500 (1)           |
| ATP Tour 250 (1)           |
| ATP Challenger Tour (2)    |

| ATP-Titel nach Belag |
| Hartplatz (1)        |
| Sand (2)             |
| Rasen (0)            |

### Einzel

#### Turniersiege

##### ATP Tour
| Nr. | Datum          | Turnier    | Belag     | Finalgegner      | Ergebnis      |
| --- | -------------- | ---------- | --------- | ---------------- | ------------- |
| 1.  | 29. Mai 2021   | Parma      | Sand      | Marco Cecchinato | 6:2, 6:4      |
| 2.  | 4. August 2024 | Washington | Hartplatz | Flavio Cobolli   | 4:6, 6:2, 6:0 |

##### ATP Challenger Tour
| Nr. | Datum            | Turnier  | Belag         | Finalgegner         | Ergebnis |
| --- | ---------------- | -------- | ------------- | ------------------- | -------- |
| 1.  | 8. November 2020 | Eckental | Teppich (i)   | Ramkumar Ramanathan | 6:4, 6:4 |
| 2.  | 31. Januar 2021  | Quimper  | Hartplatz (i) | Filip Horanský      | 6:1, 6:1 |

#### Finalteilnahmen

##### ATP Tour
| Nr. | Datum            | Turnier          | Belag         | Finalgegner           | Ergebnis        |
| --- | ---------------- | ---------------- | ------------- | --------------------- | --------------- |
| 1.  | 13. Januar 2021  | Delray Beach     | Hartplatz     | Hubert Hurkacz        | 3:6, 3:6        |
| 2.  | 16. Oktober 2022 | Gijón            | Hartplatz (i) | Andrei Rubljow        | 2:6, 3:6        |
| 3.  | 23. Oktober 2022 | Antwerpen        | Hartplatz (i) | Félix Auger-Aliassime | 3:6, 4:6        |
| 4.  | 8. Januar 2023   | Adelaide (1)     | Hartplatz     | Novak Đoković         | 7:68, 6:73, 4:6 |
| 5.  | 3. Oktober 2023  | Astana           | Hartplatz (i) | Adrian Mannarino      | 6:4, 3:6, 2:6   |
| 6.  | 16. Juni 2024    | ’s-Hertogenbosch | Rasen         | Alex de Minaur        | 2:6, 4:6        |
| 7.  | 11. Januar 2025  | Adelaide (2)     | Hartplatz     | Félix Auger-Aliassime | 3:6, 6:3, 1:6   |

##### Next Generation ATP Finals
| Nr. | Datum             | Turnier | Belag         | Finalgegner    | Ergebnis       |
| --- | ----------------- | ------- | ------------- | -------------- | -------------- |
| 1.  | 13. November 2021 | Mailand | Hartplatz (i) | Carlos Alcaraz | 3:45, 2:4, 2:4 |

### Doppel

#### Turniersiege
| Nr. | Datum       | Turnier | Belag | Partner         | Finalgegner               | Ergebnis  |
| --- | ----------- | ------- | ----- | --------------- | ------------------------- | --------- |
| 1.  | 4. Mai 2024 | Madrid  | Sand  | Jordan Thompson | Ariel Behar Adam Pavlásek | 6:3, 7:67 |

#### Finalteilnahmen
| Nr. | Datum         | Turnier      | Belag     | Partner         | Finalgegner                | Ergebnis |
| --- | ------------- | ------------ | --------- | --------------- | -------------------------- | -------- |
| 1.  | 16. März 2025 | Indian Wells | Hartplatz | Jordan Thompson | Marcelo Arévalo Mate Pavić | 3:6, 4:6 |

## Abschneiden bei Grand-Slam-Turnieren

### Einzel
| Turnier         | 2018 | 2019 | 2020 | 2021 | 2022 | 2023 | 2024 | 2025 | Karriere |
| --------------- | ---- | ---- | ---- | ---- | ---- | ---- | ---- | ---- | -------- |
| Australian Open | —    | Q1   | —    | —    | 3    | VF   | 3    | 2    | VF       |
| French Open     | —    | —    | AF   | 1    | 3    | 2    | 3    | 3    | AF       |
| Wimbledon       | —    | —    |      | AF   | —    | 1    | 1    |      | AF       |
| US Open         | Q2   | Q1   | 1    | 1    | 2    | 1    | 2    |      | 2        |

Zeichenerklärung: S = Turniersieg; F, HF, VF, AF = Einzug ins Finale / Halbfinale / Viertelfinale / Achtelfinale; 1, 2, 3 = Ausscheiden in der 1. / 2. / 3. Hauptrunde; Q1, Q2, Q3 = Ausscheiden in der 1. / 2. / 3. Qualifikationsrunde; nicht ausgetragen